# Sinagoga de Karlsruhe

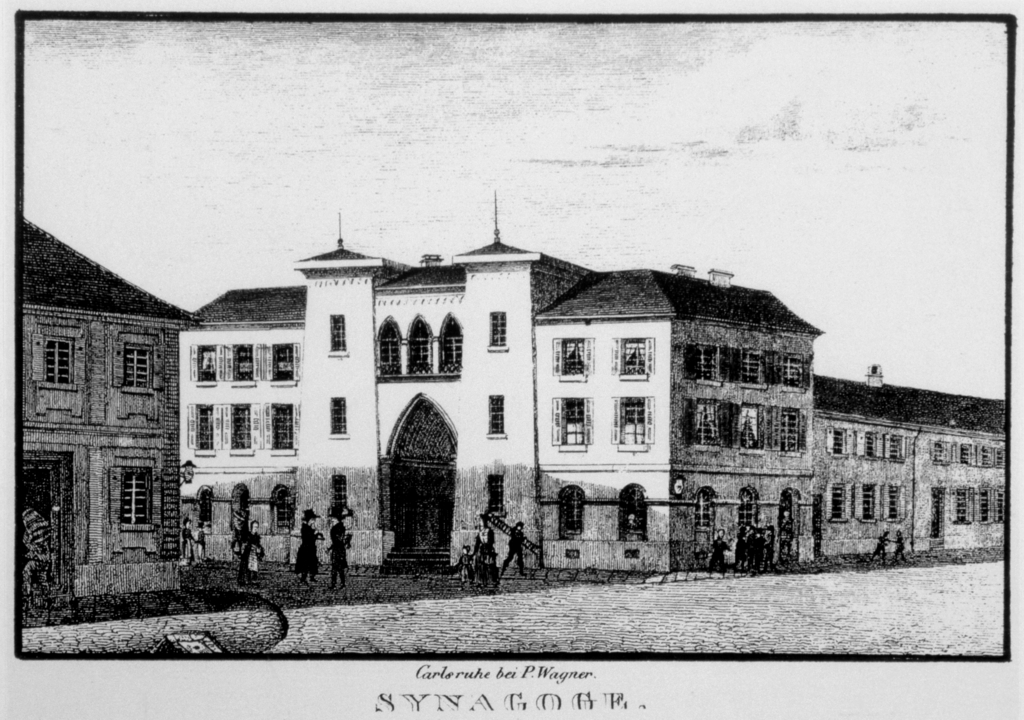
Sinagoga de Karlsruhe en 1810.

La Sinagoga de Karlsruhe es troba en el carrer Knielinger Allee 11, va ser construïda a petició de la comunitat jueva de Karlsruhe el 4 de juliol de 1971.

## Història
La primera comunitat jueva de Karlsruhe es va establir després de la fundació de la ciutat de Karlsruhe en 1715, però va anar fins al 10 de juny de 1798 quan es va començar oficialment a construir la primera sinagoga de la ciutat. En la nit del 29 de maig de 1871 en un incendi es va cremar la primera Sinagoga, i va anar novament reconstruïda en el mateix lloc deu anys després.
Els nazis van destruir la sinagoga el 1938 durant la "nit dels vidres trencats". La nova sinagoga és també localitat de la nova comunitat jueva de Karlsruhe.

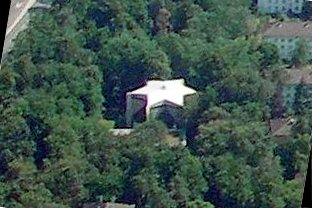
Vista des de l'aire de la nova sinagoga de Karlsruhe.